# جون ويسليس
جون ويسليس (بالإنجليزية: John Wessels)‏ هو قاضي جنوب أفريقي، ولد في 1862 في كيب تاون في جنوب أفريقيا، وتوفي في 1936.